# 皮普爾斯鎮區 (愛荷華州布恩縣)
皮普爾斯鎮區（英語：Peoples Township）是位於美國愛荷華州布恩縣的一個行政鎮區。

## 地方資料
根據2010年美國人口普查的數據，皮普爾斯鎮區的面積為93.54平方千米，當中陸地面積為93.54平方千米，而水域面積為0.00平方千米。當地共有人口346人，而人口密度為每平方千米3.7人。